# Menora Mivtachim
Die Menora Mivtachim Holdings Ltd. (hebräisch מְנוֹרָה מִבְטָחִים הַחְזָקוֹת בָּעָ״מ Mənōrah Mivṭachīm Hachsaqōt BaʿA"M) ist eine 1935 gegründete israelische Versicherungsgesellschaft, die an der Börse von Tel Aviv gehandelt wird und ihren Unternehmenssitz in Tel Aviv hat. 

## Unternehmenszweck
Die Gruppe ist auf die Vermögensverwaltung spezialisiert, verwaltet den größten Pensionsfonds Israels – 'New Mivtachim' – und ist der größte allgemeine Versicherer in Israel. Der Portfolio-Wert der gemanagten Assets sollte 2023 bei rund 80 Milliarden US-Dollar liegen.[veraltet] Zu den Produkten in der Versicherungssparte gehören Lebensversicherungen, Krankenversicherungen, Kfz-Versicherungen, Betriebsversicherungen und Haftpflichtversicherungen. Im Januar 2018 nannte die New York Times sie „eines der größten Finanzinstitute Israels“. Es werden etwa 3200 Mitarbeiter beschäftigt. Der Umsatz lag 2022 bei 2,2 Milliarden US-Dollar.

## Geschichte
Menora Mivtachim wurde während der britischen Mandatszeit gegründet und nahm seine Tätigkeit 1935 als bevollmächtigter Vertreter von Lloyd’s in Israel und 1939 als Versicherungsgesellschaft auf. Im Jahr 1963 wurde die Menora Mivtachim Group von der Familie Fishel Frish erworben und befindet sich seitdem in deren Besitz. Im Jahr 1982 fand ein Börsengang an der Tel-Aviver Börse statt und das Unternehmen ging an die Börse (TASE:MMHD).
Im Jahr 2009 leitete das israelische Finanzministerium eine Untersuchung der Fonds von Menora Mivtachim ein. Im Jahr 2010 wurde das Unternehmen mit einer Geldstrafe in Höhe von 3,9 Millionen. US-Dollar belegt, weil es Darlehen ohne die erforderlichen Sicherheiten ausgegeben hatte. Menora kooperierte bei der Untersuchung und ging auf die aufgetauchten Probleme ein.
2017 investierte Menora Mivtachim rund 30 Millionen Dollar in Kushner Companies, die für die "Entwicklung eines Maryland-Projekts" verwendet wurden. 60 Millionen Dollar investierte das Unternehmen auch zusammen mit Canadian Solar Inc. in die Entwicklung von Solarenergieprojekten in Israel.
Im Jahr 2018 trat Menora Mivtachim dem strategischen Team von IBMs Alpha Zone Startup-Beschleuniger bei, der sich auf Unternehmen nach der Seed- und Round-A-Finanzierung in den Bereichen Einzelhandel, Gesundheitswesen, Transport, Energie, Telekommunikation und Medien konzentriert.
Menora Mivtachim ist an Wix beteiligt, nachdem sie 2017 erstmals investiert und ihre Investition 2018 drastisch erhöht hatten.
2022 hat Menora Mivtachim zusammen mit dem amerikanischen Fonds SL Green, dem größten Büroeigentümer in Manhattan, ein Bürogebäude im Herzen von Manhattan (450 Park Avenue) erworben. Das Objekt wurde für 445 Millionen Dollar gekauft.